# Mir (jezero)
Mir je slano jezero na Dugom otoku između zaljeva Telašćica i otvorenog mora, od kojega ga dijeli uski prostor Priseke.
Nalazi se na jugozapadnom dijelu parka prirode Telašćice. Površina jezera je 0,23 km2, dubina oko 5,8 m - 6 m, a duljina oko 910 m. Najveće je širine 300 metara. Jezero je poseban geomorfološki fenomen.
Nastalo je potapanjem nakon zadnjeg ledenog doba. Morska se je razina podigla za otprilike 120 metara. Tad se je krška depresija ispunila morem, koje u nju prodire kroz brojne podzemne mikropukotine. Sjeverna strana osobito je brojna tim pukotinama. Za plime su uočljivi izvori mora.
Posebnost jezera Mir jest iznadprosječna slanost, a u jednom se njegovom dijelu nalazi ljekoviti mulj. Za razliku od otvorenog mora, temperaturne amplitude jezerske vode mnogo su veće. Temperatura vode u jezeru ljeti može biti i do 6°C toplija od temperature obližnjeg (otvorenog) mora.
Stanište je endemične vrste jegulje zvane "bižat" i "kajman".
Obale su stjenovite sa škrapama, ponegdje pješčane. Plići djelovi jezera su stjenoviti, prema dubini dno je pelitno, a na jugoistočnom dijelu je fanga (ljekoviti mulj).